# Асинхронен двигател
Асинхронният двигател е променливотокова електрическа машина, при която роторът има различна честота на въртене от тази на магнитното поле (т.нар. хлъзгане). Двигателят може да използва еднофазна и трифазна захранваща мрежа. Също така е възможно трифазен асинхронен двигател да работи в еднофазна мрежа, като напрежението в една от намотките се дефазира с кондензатор спрямо основната включена в мрежата, като резултатът е загуба на мощност при все пак работещ двигател. По отношение принципа на създаване на въртящото магнитно поле асинхронните двигатели основно са двуфазни, трифазни и многофазни (6-фази). Асинхронните двигатели се наричат още индукционни двигатели.

## История
Асинхронните машини възникват като замисъл и реализация почти едновременно със синхронните – в края на деветнадесетото столетие в резултат на упорития творчески труд на трима души – Никола Тесла, Михаил Доливо-Доброволски и Галилео Ферарис. Те работят напълно независимо в почти диаметрално противоположни области от планетата. Всеки от тях разработва асинхронната си машина наред с късосъединената ѝ „версия“ (с ротор накъсо) и с дву- и трифазната токови системи, съединенията „звезда“ и „многоъгълник“ и т.н.
В България производството на асинхронни машини с предназначение двигатели започва едва през тридесетте години на 20 век в малки частни работилници в градове като Троян, Ловеч, Габрово и София. По-късно е построен Силнотоковият завод „Васил Коларов“ край София, където започва серийно производство на електрически машини. През 50-те години развитието на отрасъла е бурно – страната се електрифицира, строят се заводи, има огромна нужда от двигатели в производството и в електротранспорта, от генератори в електроцентралите. Производството на електрически машини се разпределя по територията на страната и заводите се специализират.
Например, големите асинхронни машини продължават да се произвеждат в Силнотоковия завод край София, средно големите (от 4-ти, 5-и, а по-късно и от 6-и) габарити се преместват за производство в Пловдив – в известния завод „ЗАЕ-Пловдив“ в началото на 60-те години – и в Харманли („ЗЕД Димо Дичев – Харманли“), а малките, които имат най-богата и разнообразна номенклатура, се преместват в Троян (легендарния завод „ЕЛПРОМ-Троян“) и в Тетевен.
Развитието на изследванията в областта на електрическите машини в НИПКИЕП „Никола Белопитов“ довеждат до впечатляващи целия свят резултати – непрекъснато се подобряват енергийните, експлоатационните и естетико-ергономичните характеристики на асинхронните двигатели, произведени в България. Кулминацията на резултатите от труда на стотиците ни блестящи инженери и администратори като Никола Белопитов, Трайко Атанасов, Иван Попов, Панчо Дундаров, Ботьо Михайлов, Кръстьо Станилов и много други, е това, че България става основен производител на асинхронни ел. машини за целия СИВ.
Нашите асинхронни двигатели, произведени между 1960 и 1990 година, попадат в челната петорка на такива машини, произведени от световно утвърдени и доказали се производители по отношение на високи ефективност, фактор на мощността и надеждност.
Известни производители на асинхронни електродвигатели са Valiadis, Lenze, Siemens и други.

## Видове
1. Асинхронен двигател с навит ротор
2. Асинхронен двигател с накъсо съединен ротор
3. Кондензаторен асинхронен двигател – (двуфазен)
4. Асинхронен двигател с помощна съпротивителна намотка
5. Асинхронен двигател с екранирани полюси и с накъсо съединен ротор (двуфазен за монофазна мрежа)
6. Линеен асинхронен двигател
7. Аксиален асинхронен двигател.

## Принцип на действие
Поради това, че разглеждаме асинхронните машини в най-общ план, включително и линейните, вместо понятието ротор, което се отнася само за въртящите се машини, ще използваме по-общия термин „работно тяло“.
Асинхронната машина по отношение принципа си на действие представлява трансформатор, чиято вторична намотка е намотката на ротора или самото работно тяло. Когато се създадат условия променливото магнитно поле на статорната намотка да възбуди чрез индукция токове в роторната (вторична) намотка, тези токове са насочени така, че се стремят да противодействат с магнитното си поле на промяната на породилото ги статорно поле – известното правило на Ленц. Тези роторни токове, намиращи се в суперпозицията на статорното и тяхното собствено магнитни полета, започват да изпитват главно тангенциално насочени лоренцови сили. По този начин се формира въртящият момент на ротационните асинхронни машини или срязващото усилие при линейните. Лоренцовата сила обаче не е чисто тангенциално насочена – това се отнася само за главната ѝ компонента. Друга компонента е насочена радиално при ротационните машини и се стреми да свие намотката на ротора към оста, отблъсквайки я по отношение на статора.
При линейните машини това отблъскване на работното тяло от статора се проявява като левитация – статорът едновременно повдига и движи тялото. С подобни линейни двигатели са снабдени някои високоскоростни влакове. Често работното тяло представлява просто токово огледало – масивна метална ивица, в която се завихрят токове на Фуко.
Трансформаторното действие на асинхронната машина изисква работното тяло да се движи с тангенциална скорост, различна от тази на индуциращото в него токове статорно променливо магнитно поле. Така е, защото честотата на индуцираните в проводниците на работното тяло токове е равна на абсолютната стойност от разликата между честотата на статорното поле и честотата, измерена в чифтове полюси, пресечени за единица време, на движение на работното тяло.
Когато асинхронната машина работи като двигател, работното тяло изостава спрямо статорното поле. Докато двигателят ускорява при старт, в работното му тяло честотата на индуцираните токове монотонно намалява, но не достига нула, защото при нулева честота не би имало индукция и, съответно, би изчезнала причината за лоренцовата сила, а оттам – и за движение на работното тяло.
Обратно, когато асинхронната машина работи в генераторен режим, нейното статорно поле изостава спрямо движението на работното тяло. Ходът на разсъжденията е аналогичен, но е в обратен ред.
Въпросното изоставане се нарича хлъзгане и се изразява като разликата в честотите на въртене, отнесена към статорната честота. Обикновено се дава в проценти. Като правило, колкото по-нискоефективна е машината, т.е. колкото по-големи са общите загуби на енергия в нея във вид на топлина и толкова по-голямо хлъзгане се появява, за да ги компенсира. Понеже по-маломощните машини са по-ниско ефективни от големите си събратя, те имат и по-голямо хлъзгане. Фактът, че малките машини са с по-ниски енергийни показатели не е случаен и се дължи на това, че се изработват с по-малък брой канали с относително по-голяма междина (сравнено с размера на машината). Поради по-голямото съотношение повърхност/обем на статорния пакет имат относително по-голям разсеян магнитен поток, който индуцира вихрови токове в корпуса.
Основни източници на загуби в асинхронните машини са топлинните загуби в проводниците (поради ненулевото им съпротивление – закон на Джаул-Ленц), загубите от пренамагнитване на магнитопроводящия материал (хистерезис в най-често силициева стомана), загубите от генерация на хармоници на основното магнитно поле, лагерните загуби, загубите от вихрови токове в корпуса и вала, породени от разсеяните магнитни полета, загубите за самообдухване и самоохлаждане на машината.

### Специално приложение
Разработени са и асинхронни двигатели с конусни ротори със специализирано приложение в подемната техника (телфери). Те могат да служат и като аварийна спирачка при прекъсване на захранването. Поради коничната форма на ротора, възникват и аксиално насочени сили. Едната от тях е споменатата компонента на лоренцова сила, която се стреми да отблъсне ротора от статора. Другата сила възниква поради това, че индуктивността на статорната намотка при изваден ротор е по-малка от тази при прибран в статора неподвижен ротор. Тази сила е по-голяма от отблъскващата при отдалечен ротор и поради това той се стреми да се прибере в статора (аналогично същият принцип се използва при почти всички видове електромеханични релета, магнит-вентили, асансьорни спирачки, релета на стартери за двигатели с вътрешно горене и други). Когато роторът се приближи достатъчно, двете сили се уравновесяват, установявайки определена стойност на въздушната междина между ротора и статора. В някои конструкции междината се установява принудително чрез поставяне механични ограничители на аксиалния ход на ротора.
При липса или при недостатъчно напрежение на намотката на статора, мощна пружина притиска твърдо прикрепена към ротора полирана стоманена повърхност към специална феродова накладка, монтирана върху стационарния корпус на статора – така двигателят е блокиран. Тези двигатели са разработени и внедрени в България от Трайко Атанасов през 50-те години на ХХ век. Днес такива двигатели се произвеждат във Велико Търново.

## Пускане на асинхронен двигател
Асинхронните машини създават редица трудности при пускане и по-общо при преходните процеси. В двигателен режим тези трудности се изразяват в това, че ако машината е с ротор, съединен накъсо, директното ѝ захранване от мрежовото напрежение е еквивалентно на включване на трансформатор с накъсо съединена вторична намотка – протичат извънредно големи пускови токове, докато работното тяло се ускори до номинална тангенциална скорост. Това е особено голям недостатък при машини с големи инерционни моменти, присъединени към вала, при тежки пускови условия, при понижено захранващо напрежение, повишена температура на околната среда и неблагоприятни обстоятелства. За избягване на този проблем са разработени редица подходи, както вътрешно-конструктивни за машината, така и отнасящи се до захранването ѝ. Пример за вътрешно конструктивно решение за намаляване на големия пусков ток е навиването на ротор с намотка, която може да се присъедини чрез пръстени и четки към външен пусков реостат с постепенно или постъпателно, намаляващо приблизително до нула съпротивление. С добавяне на паралелна индуктивност към всяко от пусковите съпротивления се постига плавно ускорение при малък брой пускови степени.
Друг конструктивен подход е изработването на ротори с дълбоки и тесни проводници (и съответно канали в магнитопровода на работното тяло за полагането им), на ротори с двойни коаксиални кафези, от които външният е изработен от сплав с голямо специфично съпротивление – и в двата случая се използва честотно зависимото отместване на тока по сечението на проводника в работното тяло – т. нар. скин-ефект. Когато двигателят стартира, честотата на токовете в проводниците на работното тяло е висока и въпросният ефект е силен (той е честотно зависим) и изтласква токовете в най-повърхностните части на проводниците, което е еквивалентно на намаляване сечението, и съответно, на увеличаване на съпротивлението на тези проводници. С ускоряването на работното тяло (ротора при въртящите машини) ефектът намалява и токовете се разпределят по-равномерно по сечението на проводниците, съпротивлението спада. Всичко това става автоматично, без външен контрол.
Най-добрият начин за пускане в ход на една асинхронна машина в двигателен режим е плавното нарастване на честотата на напрежението, захранващо статора, от нула до номиналната. При това напрежението също трябва да нараства от нула до номиналното, така че отношението му към честотата да остава непроменено (константа). Тук е подходящото място да се вметне, че асинхронната машина може да работи в широк диапазон от честоти на захранващото напрежение, а по този начин и с широк диапазон от скорости, стига да са спазени следните условия:
1. Отношението на напрежението към честотата на синусоидалното захранване трябва да се запазва – примерно машина, работеща при 220 V, 50 Hz, може да работи и на 60 Hz, но при напрежение 264 V. Индуктивното съпротивление на намотките, естествено, расте с честотата;
2. Роторът при въртящите машини трябва да е балансиран за целия диапазон от скорости на въртене и да няма критична скорост в този диапазон;
3. Съвременен честотен регулатор за плавно пускане на асинхронен двигател. Загубите от токове на Фуко в магнитопровода трябва да остават допустимо малки при най-високата предвидена работна честота.

Промяната на честотата се постига с честотни инвертори от два типа: Инвертори с фиксирано управление и инвертори с т.нар. векторно управление. Наименованието векторно управление се дължи на факта, че при него, освен честотата и амплитудата на синусоидалните напрежения в трите фази, се променя и фазовата разлика между тях, т.е. взаимното разположение на векторите на мъгнитните потоци. Това управление налага използването на микроконтролери, цифрови сигнални контролери или цифрови сигнални процесори (DSP), които да осигуряват достатъчно бързото изпълняване на значително по-сложните алгоритми. Благодарение на последните се получават предимствата: осигуряване на максимален въртящ момент при малка скорост на въртене, плътно приближаване на формата на токовете на статора до синусоидалната, общо подобряване на параметрите и системите за управление.
Като най-популярен в практиката метод за ограничаване на пусковите токове при старт на машината се е наложило стъпалното регулиране на подаденото към статорната намотка напрежение чрез превключване на части от нея по специфичен начин (при трифазните машини е известното превключване „звезда – триъгълник“, което на схемите се отбелязва като „Υ/Δ“).

## Пускане като генератор
Генераторният режим при асинхронните машини е съпроводен с тази трудност, че не винаги в магнитопровода на машината, който се прави от магнитномек материал (с малка коерцитивна сила), е налична нужната остатъчна намагнитеност, че да се самовъзбуди машината под товар. Ето защо е необходимо машината или да се сфазира и присъедини моментно към мрежа под напрежение, или да се присъедини към кондензатори, заредени първоначално от остатъчния магнетизъм и осигуряващи необходимата по време на работа реактивна мощност. Аналогична е и работата на асинхронната машина в паралел със синхронен двигател, служещ като компенсатор на фактора на мощността. Особеност при генераторния режим в паралел с мрежата е честотата на въртене на ротора да бъде по-висока от тази в двигателен режим. Тогава започва да се отдава активна енергия в мрежата. Друг недостатък на асинхронния генератор се състои в това, че той консумира значителен намагнитващ ток I0 = (20 – 35)% Iн.
В случаите на самостоятелна работа като генератор с присъединени кондензатори, това не е задължително условие, когато честотата и големината на изходното напрежение е допустимо да бъдат различни от мрежовите параметри. Това се постига чрез различни по напрежение или капацитет кондензатори според желаните параметри. При всички случаи на вала на асинхронната машина съществува съпротивителен момент не само от товара, но и от енергията, необходима за консумиране на реактивна мощност от кондензаторите или мрежата, което може да е проблем в някои случаи. За намаляване на вредния съпротивителен въртящ момент, предизвикан от несиметрични натоварвания, трифазните асинхронни генератори за малки мощности може да бъдат свързани към инвертори или само токоизправител. Максималната мощност на включен еднофазен консуматор не трябва да бъде по-голяма от 1/3 от максималната мощност на трифазен асинхронен генератор. В противен случай това би довело до недопустими стойности на несиметрия в трифазната система. Асинхронните генератори могат да задвижват други двигатели с мощност само около 1/5 до 1/10 от собствената си мощност.
Опростена формула за пресмятане на подходящия капацитет при зададени: Uф – фазово напрежение (V), и ip – ток на активния товар (A) за нужната изходна мощност:
C = (Uф × ip) /((Uф2) × 314),
където получената стойност за капацитета C е в микрофаради (μF) за отделните кондензатори.
Причината големите трифазни асинхронни машини да се самовъзбуждат по-лесно е в големата площ на намотките и сравнително малката въздушна междина отнесена към диаметъра на ротора. Върху всеки кондензатор е приложено напрежение индуцирано от остатъчния магнетизъм. Изменението на това напрежение за трите фази е еквивалентно на пулсиращо изправено. Кондензаторите свързани в паралел със статорните намотки образуват своеобразен трептящ кръг, който изисква много малък магнетизъм за да започне генерация. Кривата на напрежението на асинхронните двигатели е подобна на тази на постояннотоковите машини с паралелно възбуждане.
Някои асинхронни машини като тези с екранирани полюси например не са подходящи за работа в генераторен режим, тъй като екранираните полюси пречат за индуцирането на напрежение в основната намотка. Друга причина е, че този вид двигатели са с най-нисък КПД и мощности.

## Скорост на въртене
При захранване на намотките на статора се създава въртящо магнитно поле с честота на въртене {\displaystyle n_{1}\,\!} [об/мин] която е свързана с честотата на мрежата {\displaystyle f\,\!} [Hz] в съотношение:
{\displaystyle n_{1}={\frac {60f}{p}}},
където {\displaystyle p\,\!} е броят чифтове магнитни полюси на намотката на статора.
При практическа работа с асинхронни машини е удобно да се въведе и използва величината хлъзгане (англ. Slip), представляваща разликата между синхронната скорост на статорното въртящо магнитно поле и действителната скорост на въртене на ротора на машината. Същото наименование се употребява и за отношението на хлъзгането към синхронната скорост (относителното изоставане в двигателен режим) на ротора спрямо статорното поле:
{\displaystyle s={\frac {n_{s}-n_{r}}{n_{s}}}\,}
където
{\displaystyle n_{s}} е скоростта на статорното поле (синхронната скорост), а {\displaystyle n_{r}} е роторната скорост. За да се получи в проценти от синхронната скорост, същото се умножава по 100.
С увеличаване на механичното натоварване стойността на хлъзгането расте.
Асинхронната машина никога не се върти със синхронна скорост {\displaystyle n_{s}}. Скоростта, с която се върти, следователно се нарича като подсинхронна скорост, а машината се нарича асинхронна машина.

## Смяна посока на въртене (реверс)
При трифазните асинхронни двигатели размяната на местата на две от фазите променя посоката на въртене.
Еднофазният стандартен двигател се състои от статорна работна и пускова намотка. Двете намотки са отместени фазово на 90 градуса. Към пусковата намотка се свързва подходящ пусков кондензатор (около 70 μF за всеки kW), чрез който се осъществява завъртането на ротора. Работният (номинален) капацитет (при номинално натоварване и в установен режим) може да се оцени сравнително точно. само ако се отчете факторът на мощността на конкретната машина и същият се замести в следната емпирична формула, която го дава в микрофаради:
{\displaystyle C_{n}\approx {\frac {1950I}{U_{n}\cos \varphi }}},
където {\displaystyle I_{n}\,\!} e номиналният ток на машината, {\displaystyle U_{n}\,\!} е номиналното напрежение, а {\displaystyle \cos \varphi ={\frac {P_{n}}{S_{n}}}} е споменатият фактор на мощността (отношението на активната към пълната мощност). Пусковият капацитет е винаги по-голям от работния при директно включване на двигателя към мрежата (без честотно регулиране) и обикновено е между 1,5 и 3 пъти {\displaystyle C_{n}}.
Пусковата намотка работи само при първоначалното завъртане на двигателя и след това се изключва с помощта на центробежен изключвател. Посоката на въртене зависи от промяната на тока в пусковата намотка. Нуждата от втората намотка се обяснява с това, че при неподвижен ротор, статорното магнитно поле е еквивалентно на противоположно въртящи се полета с нулева сума. При създаване на първоначално завъртане от пусковата намотка, едно от двете полета надделява и развърта роторът до номинална честота. За да се запази въртящия момент, стабилен, втори по-малък дефазиращ кондензатор остава включен към работната намотка.
При двигателите с екранирани полюси посоката на въртене се сменя, като се разглоби корпусът и статорът се обърне на 180° спрямо ротора. Другият вариант е развъртане на ротора от помощен двигател близо до синхронна скорост в желаната посока и последващо директно захранване от мрежата.

## Асинхронна машина с навит ротор
Това е клас от асинхронни машини, при които роторът е снабден с трифазна намотка, еднотипна със статорната (със същия брой полюси), която посредством 3 или 4 контактни пръстена се свързва с т. нар. пускорегулиращ реостат, намиращ се извън машината. Четките, осъществяващи електрическия контакт с контактните пръстени, представляват част от цялостен полуавтоматичен механизъм, наречен четкоповдигач и късосъединител.
Тези машини позволяват избягването на големия пусков ток, характерен за машините с кафезен ротор, който превишава номиналния 5 до 8 пъти и може да бъде опасен както за машината, така и за разпределителната мрежа. Мощността на електродвигател е P=U × I × cosφ. Това е мощността в ротора. Монтираните резистори извън двигателя внасят по-голяма активна съставка в тока на ротора и от там е по-големият момент. Затова тези двигатели имат 3 – 4 пъти по-голям пусков момент от двигателите с кафезен ротор.
Асинхронната машина с навит ротор представлява чист трифазен трансформатор, чиято вторична намотка е намотката на ротора. Ако тя бъде съединена с товар през контактните пръстени, през нея започва да протича ток. Колкото по-голяма е активната съставка на този ток, толкова по-голям става въртящия момент, получен при взаимодействието му със статорното магнитно поле. Пускането на асинхронната машина с навит ротор (когато тя работи в двигателен режим) чрез пусково регулиращия реостат става с намаляващи почти до нула съпротивления, еднакви по големина за трите фази и свързани в звезда. Освен това се развърта плавно.
Подобни машини се използват там, където е необходим плавен пуск, а мощността е голяма или двигателят трябва да има голям пусков момент. Пусково-регулиращият реостат трябва да бъде в състояние да разсейва значителна част от мощността на двигателя (на практика мощността на двигателя) в продължение на целия пусков процес, който може да трае минути. Понякога пусковият реостат се изпълнява с принудително охлаждане. При сложни машини пусковият реостат е превключван от малък двигател. Този малък двигател е изпълнителен и получава сигнал от обратна връзка, свързана с тахометър, отчитащ скоростта на въртене и натоварване на пускания двигател. В края на пусковия процес четките се повдигат и се отделят от контактните пръстени, а късосъединителят (обикновено закрепен на ротора) затваря намотката накъсо. С това последно действие машината работи с характеристики на машина с кафезен накъсо съединен ротор. По-нататък тя продължава да работи като такава. Изключение правят асинхронни двигатели, използвани в машини, изискващи непрекъсната промяна на оборотите и запазване на голям въртящ момент.

## Асинхронен двигател с екранирани полюси
Асинхронен двигател с екранирани полюси (shaded pole induction motor) се използва основно в бита за малки мощности и вентилационни системи. Той е проектиран да работи единствено с монофазна мрежа. За да се създаде въртящо се магнитно поле в статора, е необходим втори чифт намотки, които при този тип двигател представляват плътни медни проводници, прикрепени към статора. Индуцираните в тези намотки токове създават вторична електрическа фаза, която забавя изменението на основния магнитен поток от захранващата намотка на определен ъгъл. Тъй като този поток е малък и не е с голяма стойност на индукция, тези двигатели имат нисък въртящ момент. Ако екранираните полюси бъдат премахнати двигателят може да бъде стартиран единствено от външно първоначално завъртане. Опростената конструкция и намотки на този вид двигатели е предимство пред останалите.

## Фактор на мощността
Факторът на мощността ({\displaystyle \cos \varphi }) представлява отношението на активната мощност, която машината употребява от мрежата, към пълната мощност. Пълната мощност включва активната и реактивната компонента на мощността. Това е величина, характерна за всички променливотокови машини. Обикновено конструкторите се стремят да я приближат максимално до единица, защото в противен случай машината консумира неоправдано голям ток, който нагрява както нея, така и захранващата линия, налагайки също така ненужно преоразмерени предпазители, прекъсвачи и др. елементи. При това реактивната компонента на тока не участва пряко в извършването на полезна работа от машината. Но в определени специфични случаи се правят компромиси – например, когато трябва да се построи машина с по-голяма претоварваща способност, това отчасти се постига с увеличаване на въздушната междина, което води до известно намаляване на {\displaystyle \cos \varphi }. Поради хлъзгането в асинхронните машини техният фактор на мощността е винаги по-малък от единица (или под 100%). Любопитно обстоятелство е, че ако роторният кафез, или по-общо работното тяло, бъде направено от свръхпроводник, асинхронната машина се превръща в синхронна, при условие че максималната магнитната индукция не превишава критичната за свръхпроводника стойност.
Основните конструктивни фактори, ограничаващи фактора на мощността, се отнасят до практическата непостижимост на чисто синусовото поле (без хармонични в спектъра). А това са най-вече използването на магнитни материали с нелинейна връзка между намагнитващия ток и индукцията (хистерезисна крива вместо права), сравнително грубата дискретизация на магнитопровода с краен брой канали и зъби (16, 24, 36, 48, 54 и 72 са типични стойности за статорите на въртящите машини), наличието на въздушна междина и разсеяните полета. За да се максимизира факторът на мощността на една реална асинхронна машина, тя трябва да се конструира така, щото да бъде с максимален брой канали на статора и ротора (при въртящите), максималната индукция във всяка област на магнитопровода да попада в сравнително линейния участък от хистерезисната крива, т.е. да няма локално пренасищане където и да е), да бъде с подходящо съотношение на броевете и скосяване на статорните и роторните зъби, да бъде с минимална въздушна междина и с подходяща форма на зъбите и каналите, статорът трябва да бъде с дължина на пакета, равна или близка до външния диаметър, а така също да се използва равносекционна намотка, за която е доказано, че дава най-ниски хармонични съставни.
Очевидно всичко изброено е налице при особено големите машини, които се изработват с твърде голямо старание и прецизност. Затова не е чудно, че те имат и най-висок фактор на мощността. Напротив, при машините с малка мощност невинаги е оправдано те да се правят по този начин, защото това би направило производството им извънредно сложно и скъпо, а разходът на материали и масата им биха били незадоволително големи от гледна точка на начална инвестиция. Повишаването на фактора на мощността при малките машини е оправдано икономически само при условие, че броят им е много голям и че ще се използват много дълго време. Това са условията, при които по-голямата начална инвестиция при закупуването им се изплаща в процеса на експлоатацията им чрез спестени разходи за електроенергия (факторът на мощността е пряко свързан с КПД) и за преоразмерени електроразпределителни мрежи и устройства. С други думи, нужно е дългосрочно и глобално планиране на експлоатацията.